# Manuel Cerveró
Manuel Cerveró Chiva, né le 5 août 1923 à Sabadell (province de Barcelone, Espagne) et mort le 18 janvier 2008, est un footballeur espagnol qui jouait au poste de milieu de terrain.

## Carrière
Manuel Cerveró débute en championnat d'Espagne avec le CE Sabadell lors de la saison 1946-1947. Il joue 24 matchs en championnat. La saison suivante, toujours avec Sabadell, il joue de nouveau 24 matchs de championnat.
En 1948, il rejoint le FC Barcelone où il joue pendant deux saisons, sans réussir à s'imposer dans le onze titulaire. Il joue en tout cinq matchs de championnat avec le Barça. Lors de la saison 1948-1949, Barcelone remporte le championnat d'Espagne, la Coupe latine et la Coupe Eva Duarte.
En 1950, Cerveró passe dans les rangs de l'UE Lleida qui est relégué en deuxième division en 1951. Avec Lleida, il joue 22 matchs en première division.

## Palmarès
Avec le FC Barcelone :
- Champion d'Espagne en 1949
- Vainqueur de la Coupe Eva Duarte en 1949
- Vainqueur de la Coupe latine en 1949